# Cratere Taltal
Taltal  è un cratere sulla superficie di Marte.